# Nati nel 1986/Giugno
| Questa pagina contiene informazioni ricavate automaticamente dalle voci biografiche con l'ausilio del template Bio e di un bot. L'aggiornamento è periodico e automatico e ricostruisce completamente la pagina. Se manca una persona in questa lista, sei pregato di non aggiungerla, ma accertati piuttosto che la sua voce biografica contenga il template Bio e che i dati anagrafici siano correttamente compilati. Se il template Bio manca, inseriscilo tu stesso o, in alternativa, metti l'avviso {{tmp\|Bio}} che ne segnala la mancanza. Se i dati riportati sono sbagliati, correggi direttamente la voce biografica; le modifiche saranno visibili in questa lista entro pochi giorni. Per chiarimenti vedi il progetto biografie. La lista contiene solo le 473 persone che sono citate nell'enciclopedia e per le quali è stato implementato correttamente il template Bio. Pagina aggiornata al 18 ago 2025. |

- 1º giugno - Ricardo Abarca, attore e cantante messicano
- 1º giugno - Ciise Abshir, calciatore somalo
- 1º giugno - Maida Andrenacci, attrice argentina
- 1º giugno - Anna Haag, fondista svedese
- 1º giugno - Hiroki Iikura, calciatore giapponese
- 1º giugno - Hansel Maiava, ex calciatore samoano americano
- 1º giugno - Shakira Martin, modella giamaicana († 2016)
- 1º giugno - Moses Masai, mezzofondista e maratoneta keniota
- 1º giugno - Dayana Mendoza, modella venezuelana
- 1º giugno - Elisa Montemagni, politica italiana
- 1º giugno - Chrīstos Mpourmpos, ex calciatore greco
- 1º giugno - Chinedu Obasi, ex calciatore nigeriano
- 1º giugno - Marscilla Packer, ex cestista statunitense
- 1º giugno - Alessio Puccio, doppiatore, direttore del doppiaggio e attore italiano
- 1º giugno - Kiel Reijnen, ex ciclista su strada statunitense
- 1º giugno - Vittoria Repice, pallavolista italiana
- 1º giugno - Orhan Şam, allenatore di calcio e ex calciatore turco
- 1º giugno - Skream, musicista e disc jockey inglese
- 1º giugno - Ben Smith, rugbista a 15 neozelandese
- 1º giugno - Nicholas Woodbridge, pentatleta britannico
- 2 giugno - Sebastian Achim, calciatore rumeno
- 2 giugno - Margret Altacher, ex sciatrice alpina austriaca
- 2 giugno - Mamadou Cisse, ex nuotatore guineano
- 2 giugno - Chiara Colosimo, politica italiana
- 2 giugno - Franck Dja Djédjé, calciatore ivoriano
- 2 giugno - Dejan Đenić, calciatore serbo
- 2 giugno - Marta Jeschke, velocista polacca
- 2 giugno - Bilal Mohammed, calciatore qatariota
- 2 giugno - Stanislav Slavejkov, cestista bulgaro
- 2 giugno - ZZ Ward, musicista, cantante e cantautrice statunitense
- 3 giugno - Giles Coke, ex calciatore inglese
- 3 giugno - Panagiōtīs Glykos, ex calciatore greco
- 3 giugno - Lucrezia Guidone, attrice e regista teatrale italiana
- 3 giugno - Al Horford, cestista dominicano
- 3 giugno - Arthur Jones, ex giocatore di football americano statunitense
- 3 giugno - Eugene Laverty, pilota motociclistico britannico
- 3 giugno - Zach Lutz, giocatore di baseball statunitense
- 3 giugno - Jerónimo Morales Neumann, ex calciatore argentino
- 3 giugno - Lwazi Mvovo, rugbista a 15 sudafricano
- 3 giugno - Rafael Nadal, ex tennista spagnolo
- 3 giugno - Josh Segarra, attore statunitense
- 3 giugno - Filip Ude, ginnasta croato
- 3 giugno - Sam Van Rossom, ex cestista belga
- 3 giugno - Tomáš Verner, ex pattinatore artistico su ghiaccio ceco
- 3 giugno - Vozinha, calciatore capoverdiano
- 3 giugno - Stelios Īliadīs, ex calciatore greco
- 4 giugno - Franco Arizala, ex calciatore colombiano
- 4 giugno - Maksïm Azovskïý, ex calciatore kazako
- 4 giugno - Oona Chaplin, attrice spagnola
- 4 giugno - Farid Bang, rapper tedesco
- 4 giugno - Fahriye Evcen, attrice turca
- 4 giugno - Jarkko Hurme, ex calciatore finlandese
- 4 giugno - Sebastián Ibars, calciatore argentino
- 4 giugno - Michael Johnson, artista marziale misto statunitense
- 4 giugno - Shane Kippel, attore canadese
- 4 giugno - Felipe Manfroi, giocatore di calcio a 5 brasiliano
- 4 giugno - Albert McClellan, giocatore di football americano statunitense
- 4 giugno - Martin O'Donnell, giocatore di snooker inglese
- 4 giugno - Park Yoo-chun, cantante e attore sudcoreano
- 4 giugno - Devon Petersen, giocatore di freccette sudafricano
- 4 giugno - Chris Robshaw, rugbista a 15 britannico
- 5 giugno - Sergio Campana, pilota automobilistico italiano
- 5 giugno - Amanda Crew, attrice canadese
- 5 giugno - Pierpaolo De Negri, ex ciclista su strada italiano
- 5 giugno - Leandro Ezquerra, ex calciatore uruguaiano
- 5 giugno - Matej Ižvolt, calciatore slovacco
- 5 giugno - Michael Lee, cestista statunitense
- 5 giugno - Jamie Mulgrew, calciatore nordirlandese
- 5 giugno - Brooke Newton, attrice statunitense
- 5 giugno - Giulia Pastorella, politica italiana
- 5 giugno - Martin Strobel, ex pallamanista tedesco
- 5 giugno - Michael Sánchez, pallavolista cubano
- 5 giugno - Anitele'a Tuilagi, rugbista a 15 samoano
- 6 giugno - Arbër Abilaliaj, ex calciatore albanese
- 6 giugno - Leandro Barrios, ex calciatore brasiliano
- 6 giugno - Cameron Britton, attore statunitense
- 6 giugno - Leslie Carter, cantante statunitense († 2012)
- 6 giugno - Angelo Donato Colombo, attore italiano
- 6 giugno - Osarimen Ebagua, ex calciatore nigeriano
- 6 giugno - Higuita, giocatore di calcio a 5 brasiliano
- 6 giugno - Tyson Jackson, giocatore di football americano statunitense
- 6 giugno - Pieter Jacobs, ex ciclista su strada belga
- 6 giugno - Kim Hyun-joong, cantante e attore sudcoreano
- 6 giugno - Didem Kinali, ballerina e cantante turca
- 6 giugno - Stefanie Köhle, ex sciatrice alpina austriaca
- 6 giugno - Ante Kulušić, ex calciatore croato
- 6 giugno - Tamara Lunger, scialpinista, alpinista e esploratrice italiana
- 6 giugno - Maycon Rogerio Silva Calijuri, ex calciatore brasiliano
- 6 giugno - Sebastián Méndez, calciatore cileno
- 6 giugno - Barbara Negri, ex cestista italiana
- 6 giugno - Angela Pressey, pallavolista statunitense
- 6 giugno - Ali Rabo, ex calciatore burkinabé
- 6 giugno - Tiago Targino, ex calciatore portoghese
- 6 giugno - Vladimir Volkov, ex calciatore serbo
- 6 giugno - Gin Wigmore, cantautrice neozelandese
- 6 giugno - Médard Zanou, calciatore beninese († 2009)
- 6 giugno - Antonio Zito, dirigente sportivo e ex calciatore italiano
- 6 giugno - Vagner da Silva, calciatore brasiliano
- 7 giugno - Abbos Atoev, pugile uzbeko
- 7 giugno - Duje Baković, ex calciatore croato
- 7 giugno - Pietro Belfiore, scrittore e regista italiano
- 7 giugno - Goran Blažević, ex calciatore croato
- 7 giugno - Azim Fatullaev, ex calciatore russo
- 7 giugno - José Garro, calciatore costaricano
- 7 giugno - Dawa Gyeltshen, calciatore bhutanese
- 7 giugno - Keegan Bradley, golfista statunitense
- 7 giugno - Glukoza, cantante russa
- 7 giugno - Smack, rapper ceco
- 7 giugno - Dušanka Karić, pallavolista serba
- 7 giugno - László Sepsi, ex calciatore rumeno
- 7 giugno - Janko Simović, ex calciatore montenegrino
- 8 giugno - Abdoullah Bamoussa, siepista e mezzofondista italiano
- 8 giugno - Federico Benetti, ex hockeista su ghiaccio italiano
- 8 giugno - Dion Brandon, ex calciatore britannico
- 8 giugno - Vito Falconieri, calciatore italiano
- 8 giugno - Ben Hermans, ex ciclista su strada belga
- 8 giugno - Carl Ikeme, ex calciatore inglese
- 8 giugno - Lex Immers, ex calciatore olandese
- 8 giugno - Kim Se-rong, ex cestista sudcoreana
- 8 giugno - Sjarhej Kryvec, ex calciatore bielorusso
- 8 giugno - Helen McEntee, politica irlandese
- 8 giugno - Jannicke Mikkelsen, direttrice della fotografia e regista scozzese
- 8 giugno - Andrej Sekera, ex hockeista su ghiaccio slovacco
- 8 giugno - Hanna Zaryc'ka, cestista ucraina
- 8 giugno - Ivan Špakov, ex calciatore russo
- 9 giugno - Nicklas Cajback, pilota motociclistico svedese
- 9 giugno - Sofia Cucci, attrice pornografica rumena
- 9 giugno - Natxo Insa, calciatore spagnolo
- 9 giugno - Shunsuke Maeda, ex calciatore giapponese
- 9 giugno - Mërgim Mavraj, ex calciatore tedesco
- 9 giugno - Pedro Muñoz, calciatore cileno
- 9 giugno - Ashley Postell, ex ginnasta statunitense
- 9 giugno - Adamo Ruggiero, attore canadese
- 9 giugno - Marko Špica, ex cestista serbo
- 9 giugno - Tieng Tiny, calciatore cambogiano
- 10 giugno - Marco Andreolli, ex calciatore italiano
- 10 giugno - Tímea Czank, cestista ungherese
- 10 giugno - Zara Dampney, giocatrice di beach volley inglese
- 10 giugno - Kyle Goldcamp, ex cestista e allenatore di pallacanestro statunitense
- 10 giugno - Nitzan Hanochi, ex cestista e allenatore di pallacanestro israeliano
- 10 giugno - Hajime Hosogai, ex calciatore giapponese
- 10 giugno - Justice, ex calciatore equatoguineano
- 10 giugno - Francisco Ortiz, attore spagnolo
- 10 giugno - Jan Pahor, ex calciatore sloveno
- 10 giugno - Mercy Wanjiku, siepista keniota
- 10 giugno - Joey Zimmerman, attore statunitense
- 11 giugno - Kenny Barker, ex cestista statunitense
- 11 giugno - Sebastian Bayer, lunghista tedesco
- 11 giugno - Fabio Duarte, ciclista su strada colombiano
- 11 giugno - Yuka Fujimori, ex snowboarder statunitense
- 11 giugno - Leon Jessen, ex calciatore danese
- 11 giugno - Kyrylo Koval'čuk, ex calciatore ucraino
- 11 giugno - Shia LaBeouf, attore statunitense
- 11 giugno - Sébastien Lecornu, politico francese
- 11 giugno - Magaly Solier, attrice cinematografica e cantautrice peruviana
- 11 giugno - Tórður Thomsen, calciatore faroese
- 12 giugno - Carla Abellana, attrice filippina
- 12 giugno - Ely Allen, ex calciatore statunitense
- 12 giugno - Micah Brown, ex giocatore di football americano statunitense
- 12 giugno - Mario Casas, attore spagnolo
- 12 giugno - Alexis Crimes, pallavolista statunitense
- 12 giugno - Alexander Eisath, ex hockeista su ghiaccio italiano
- 12 giugno - Martina Geisler, ex sciatrice alpina austriaca
- 12 giugno - Aleksandr Kazakevič, lottatore lituano
- 12 giugno - Jessica Keenan Wynn, attrice statunitense
- 12 giugno - Stanislava Komarova, nuotatrice russa
- 12 giugno - Hosea Macharinyang, mezzofondista keniota († 2021)
- 12 giugno - Mathias Porseland, hockeista su ghiaccio svedese
- 12 giugno - Joel Perez, attore statunitense
- 12 giugno - Sergio Rodríguez Gómez, dirigente sportivo e ex cestista spagnolo
- 12 giugno - Rozalén, cantautrice, chitarrista e scrittrice spagnola
- 12 giugno - Benjamin Schmideg, attore australiano
- 12 giugno - Luke Youngblood, attore e doppiatore britannico
- 13 giugno - Antonio Balzano, ex calciatore italiano
- 13 giugno - Eros Capecchi, ex ciclista su strada italiano
- 13 giugno - Cléber Nascimento da Silva, calciatore brasiliano
- 13 giugno - Kat Dennings, attrice statunitense
- 13 giugno - Edmond Gates, giocatore di football americano statunitense
- 13 giugno - DJ Snake, disc jockey e produttore discografico francese
- 13 giugno - Sequoia Holmes, cestista statunitense
- 13 giugno - Keisuke Honda, allenatore di calcio e ex calciatore giapponese
- 13 giugno - Akihiro Ienaga, calciatore giapponese
- 13 giugno - Keo Kosal, calciatore cambogiano
- 13 giugno - Māra Lisenko, cantante e cantautrice lettone
- 13 giugno - Ledion Liço, conduttore televisivo, produttore televisivo e cantante albanese
- 13 giugno - Jonathan Lucroy, giocatore di baseball statunitense
- 13 giugno - James Marcelin, ex calciatore haitiano
- 13 giugno - Tsedevsürengiin Mönkhzayaa, judoka mongola
- 13 giugno - Markus Münch, discobolo tedesco
- 13 giugno - Mary-Kate e Ashley Olsen, stilista e imprenditrice statunitense
- 13 giugno - Pavel Pumprla, cestista ceco
- 13 giugno - Tonči Stipanović, velista croato
- 13 giugno - Toni Varela, ex calciatore capoverdiano
- 13 giugno - Måns Zelmerlöw, cantante e conduttore televisivo svedese
- 14 giugno - Martin Abena, ex calciatore camerunese
- 14 giugno - Sara Battaglia, karateka italiana
- 14 giugno - Maciu Samaidrawa Dunadamu, calciatore figiano
- 14 giugno - Chadi Hammami, calciatore tunisino
- 14 giugno - Haley Hudson, attrice e cantante statunitense
- 14 giugno - Marko Hübenbecker, bobbista tedesco
- 14 giugno - John Jerry, giocatore di football americano statunitense
- 14 giugno - Carlos David Moreno, calciatore spagnolo
- 14 giugno - Dan Pîslă, calciatore moldavo
- 14 giugno - Namrata Shrestha, modella e attrice nepalese
- 15 giugno - Oleksandr Areščenko, scacchista ucraino
- 15 giugno - Cezar Bononi, wrestler e ex giocatore di football americano brasiliano
- 15 giugno - Dean Bowditch, ex calciatore inglese
- 15 giugno - Taghiyoullah Mohamed Denna, calciatore mauritano
- 15 giugno - Feli, cantante rumena
- 15 giugno - Stjepan Hauser, violoncellista croato
- 15 giugno - Salah Mejri, cestista tunisino
- 15 giugno - Evgenija Šapovalova, fondista russa
- 15 giugno - Stoya, ex attrice pornografica statunitense
- 15 giugno - Ada de la Cruz, modella dominicana
- 16 giugno - Hamza Abourazzouk, calciatore marocchino
- 16 giugno - Daniel Böhm, biatleta tedesco
- 16 giugno - Bédi Buval, ex calciatore francese
- 16 giugno - Franco Casiean, ex multiplista rumeno
- 16 giugno - Cristian Chávez, ex calciatore argentino
- 16 giugno - Rodrigo Defendi, ex calciatore brasiliano
- 16 giugno - Egídio de Araújo Pereira Júnior, ex calciatore brasiliano
- 16 giugno - Urby Emanuelson, allenatore di calcio e ex calciatore olandese
- 16 giugno - Rafael Estevão Hettsheimeir, cestista brasiliano
- 16 giugno - Hamid Ismail, calciatore qatariota
- 16 giugno - Maicosuel, ex calciatore brasiliano
- 16 giugno - Artūras Milaknis, cestista lituano
- 16 giugno - Fernando Muslera, calciatore uruguaiano
- 16 giugno - Nikita Nikitin, hockeista su ghiaccio russo
- 16 giugno - Simone Parodi, pallavolista italiano
- 16 giugno - Robert Rothbart, cestista bosniaco
- 16 giugno - Diasnia Simeoni, ex calciatrice italiana
- 16 giugno - Josh Sitton, giocatore di football americano statunitense
- 16 giugno - Ken Tokura, calciatore giapponese
- 16 giugno - David Torres, calciatore spagnolo
- 16 giugno - Terrance Woodbury, cestista statunitense
- 16 giugno - Muriqui, ex calciatore brasiliano
- 17 giugno - Marie Avgeropoulos, attrice canadese
- 17 giugno - Apoula Edel, ex calciatore camerunese
- 17 giugno - Joe Crawford, ex cestista statunitense
- 17 giugno - Alexandre Cuvillier, calciatore francese
- 17 giugno - Francesco De Marchi, pallavolista italiano
- 17 giugno - Ernesto Galán, calciatore spagnolo
- 17 giugno - Helen Glover, canottiera britannica
- 17 giugno - Guilhem Guirado, rugbista a 15 francese
- 17 giugno - André Hainault, allenatore di calcio e ex calciatore canadese
- 17 giugno - Lingua Ignota, cantautrice e polistrumentista statunitense
- 17 giugno - Matías Manzano, ex calciatore argentino
- 17 giugno - Fergus McFadden, ex rugbista a 15 irlandese
- 17 giugno - Jessica McNamee, attrice australiana
- 17 giugno - Rebeca Moreno, modella salvadoregna
- 17 giugno - Mike Riddle, ex sciatore freestyle canadese
- 17 giugno - Vincent Rottiers, attore francese
- 17 giugno - Damjan Rudež, ex cestista croato
- 17 giugno - Stryker Sulak, giocatore di football americano statunitense
- 18 giugno - Islam Alijaj, politico svizzero
- 18 giugno - Jimmie Allen, cantautore statunitense
- 18 giugno - Maksim Bardačoŭ, ex calciatore bielorusso
- 18 giugno - Steve Cishek, giocatore di baseball statunitense
- 18 giugno - Richard Gasquet, ex tennista francese
- 18 giugno - Richard Madden, attore scozzese
- 18 giugno - Shūsaku Nishikawa, calciatore giapponese
- 18 giugno - Ricardo Nunes, ex calciatore sudafricano
- 18 giugno - Meaghan Rath, attrice canadese
- 18 giugno - Crystal Renn, scrittrice e modella statunitense
- 18 giugno - Ante Rukavina, ex calciatore croato
- 18 giugno - Réka Tenki, attrice ungherese
- 18 giugno - Raffaele Tizzano, giornalista, conduttore televisivo e conduttore radiofonico italiano
- 18 giugno - Aljaksandr Valadz'ko, allenatore di calcio e ex calciatore bielorusso
- 18 giugno - Matt Walsh, conduttore radiofonico e opinionista statunitense
- 19 giugno - Rey Bautista, ex pugile filippino
- 19 giugno - Lázaro Borges, astista cubano
- 19 giugno - Andrea De Falco, allenatore di calcio e ex calciatore italiano
- 19 giugno - Diego Hypólito, ginnasta brasiliano
- 19 giugno - Mihailo Dobrašinović, ex calciatore serbo
- 19 giugno - Marie Dorin, ex biatleta francese
- 19 giugno - Franck Manga Guela, ex calciatore ivoriano
- 19 giugno - Leena Khamis, calciatrice australiana
- 19 giugno - Martin Kobras, calciatore austriaco
- 19 giugno - Nebojša Marinković, ex calciatore serbo
- 19 giugno - Predrag Pavlović, ex calciatore serbo
- 19 giugno - Christian Pouga, ex calciatore camerunese
- 19 giugno - Renan Garcia, calciatore brasiliano
- 19 giugno - Dīmītrīs Sialmas, calciatore greco
- 19 giugno - Ragnar Sigurðsson, ex calciatore islandese
- 19 giugno - Marvin Williams, ex cestista statunitense
- 19 giugno - Miguel de las Cuevas, ex calciatore spagnolo
- 20 giugno - Daniele Capelli, allenatore di calcio e ex calciatore italiano
- 20 giugno - Luca Cigarini, ex calciatore italiano
- 20 giugno - Mathieu Coutadeur, ex calciatore francese
- 20 giugno - Kaspar Flütsch, ex snowboarder svizzero
- 20 giugno - Martina Fontanive, bobbista, ex lunghista e ex velocista svizzera
- 20 giugno - Moritz Hartmann, calciatore tedesco
- 20 giugno - Havok, wrestler statunitense
- 20 giugno - Antōnīs Mantzarīs, cestista greco
- 20 giugno - LaMonica McIver, politica statunitense
- 20 giugno - Brawley Nolte, attore statunitense
- 20 giugno - Patrick O'Bryant, ex cestista statunitense
- 20 giugno - Igor Osredkar, giocatore di calcio a 5 sloveno
- 20 giugno - Julien Paolini, regista e sceneggiatore italiano
- 20 giugno - Allie Quigley, cestista statunitense
- 20 giugno - Suon Thuon, calciatore cambogiano
- 20 giugno - Shingo Tomita, ex calciatore giapponese
- 20 giugno - Vasilikī Vougiouka, schermitrice greca
- 20 giugno - Dreama Walker, attrice statunitense
- 20 giugno - Jakub Štěpánek, hockeista su ghiaccio ceco
- 21 giugno - Andrea Cinciarini, cestista italiano
- 21 giugno - Bruno Coutinho, ex calciatore brasiliano
- 21 giugno - Duško Dukić, ex calciatore serbo
- 21 giugno - Thomas Gamiette, calciatore francese
- 21 giugno - Shota Grigalashvili, ex calciatore georgiano
- 21 giugno - Martin Grothkopp, bobbista e ex velocista tedesco
- 21 giugno - Nadine Horchler, ex biatleta tedesca
- 21 giugno - Sjarhej Kancavy, allenatore di calcio e ex calciatore bielorusso
- 21 giugno - Jean-Eudes Maurice, ex calciatore francese
- 21 giugno - Darío Ocampo, ex calciatore argentino
- 21 giugno - Rayo, ex calciatore spagnolo
- 21 giugno - Miroslav Rõškevitš, calciatore estone
- 21 giugno - Lorena Sanchez, ex attrice pornografica statunitense
- 21 giugno - Cheik Tioté, calciatore ivoriano († 2017)
- 21 giugno - Emmanuel Yezzoat, ex calciatore centrafricano
- 21 giugno - Jakub Zalewski, cestista polacco
- 21 giugno - Verdiana Zangaro, cantante italiana
- 22 giugno - Dwayne Anderson, ex cestista, allenatore di pallacanestro e dirigente sportivo statunitense
- 22 giugno - Bob the Drag Queen, attore, cantante e personaggio televisivo statunitense
- 22 giugno - Serhij Borzenko, calciatore ucraino
- 22 giugno - Pär Hansson, ex calciatore svedese
- 22 giugno - Kevin Hill, ex snowboarder canadese
- 22 giugno - Eugene Lawrence, cestista statunitense
- 22 giugno - Isaac Osbourne, ex calciatore inglese
- 22 giugno - Ramin Ott, calciatore samoano americano
- 22 giugno - Víctor de la Parte, ex ciclista su strada spagnolo
- 22 giugno - Setak, cantautore, compositore e chitarrista italiano
- 22 giugno - Vincent Rono, ex mezzofondista e ex maratoneta keniota
- 22 giugno - Josh, cantante austriaco
- 22 giugno - Ivan Taranov, ex calciatore russo
- 23 giugno - Christy Altomare, attrice e cantante statunitense
- 23 giugno - Ufuk Ceylan, ex calciatore turco
- 23 giugno - Alisher Chingizov, ex nuotatore tagico
- 23 giugno - Cornel Gheți, ex calciatore rumeno
- 23 giugno - Andrėj Lichavicki, ginnasta bielorusso
- 23 giugno - Keijiro Maeda, kickboxer e pugile giapponese
- 23 giugno - Marti Malloy, judoka statunitense
- 23 giugno - Mariano, calciatore brasiliano
- 23 giugno - Marcello Matano, pugile italiano
- 23 giugno - Luis Seijas, ex calciatore venezuelano
- 23 giugno - Simon Špilak, ex ciclista su strada sloveno
- 24 giugno - Harrison Afful, ex calciatore ghanese
- 24 giugno - Abdulrahman Al-Faihan, tiratore a volo kuwaitiano
- 24 giugno - Caroline Burckle, nuotatrice statunitense
- 24 giugno - Sandi Čebular, cestista sloveno
- 24 giugno - Francesca Dallapé, ex tuffatrice italiana
- 24 giugno - Naoki Hatta, ex calciatore giapponese
- 24 giugno - Phil Hughes, ex giocatore di baseball statunitense
- 24 giugno - Jean Raphael Vanderlei Moreira, calciatore brasiliano
- 24 giugno - Dennis Kempe, ex calciatore tedesco
- 24 giugno - Solange Knowles, cantautrice, produttrice discografica e regista statunitense
- 24 giugno - Kasey Lansdale, cantautrice, scrittrice e attrice statunitense
- 24 giugno - Luka Lungu, calciatore zambiano
- 24 giugno - Vilija Matačiūnaitė, cantante lituana
- 24 giugno - Silvija Miteva, ex ginnasta bulgara
- 24 giugno - Michael Parensen, ex calciatore tedesco
- 24 giugno - Amber Rose Revah, attrice britannica
- 24 giugno - Shea Salinas, ex calciatore statunitense
- 24 giugno - Bojana Stamenov, cantante serba
- 24 giugno - Yūto Takeoka, ex calciatore giapponese
- 24 giugno - Brandon Underwood, giocatore di football americano statunitense
- 24 giugno - Kah Chun Wong, direttore d'orchestra e compositore singaporiano
- 25 giugno - Moamen Abouelanin, ex cestista egiziano
- 25 giugno - Gonçalo Abreu, ex calciatore portoghese
- 25 giugno - Mohammed Ali Karim, calciatore iracheno
- 25 giugno - Sean Barnette, cestista statunitense
- 25 giugno - Megan Burns, musicista e attrice inglese
- 25 giugno - Mauro Canal, giocatore di calcio a 5 brasiliano
- 25 giugno - Charlie Davies, ex calciatore statunitense
- 25 giugno - Merve Dizdar, attrice turca
- 25 giugno - Nadia Fanchini, ex sciatrice alpina italiana
- 25 giugno - Labinot Ibrahimi, calciatore kosovaro
- 25 giugno - Abdul-Yakuni Iddi, ex calciatore ghanese
- 25 giugno - Rory Kockott, rugbista a 15 sudafricano
- 25 giugno - Jean Romaric Kevin Koffi, calciatore ivoriano
- 25 giugno - Tau, rapper polacco
- 25 giugno - Lee Ho-suk, ex pattinatore di short track sudcoreano
- 25 giugno - Nijaz Lena, ex calciatore macedone
- 25 giugno - Aya Matsuura, cantante e attrice giapponese
- 25 giugno - Tasmin Mitchell, ex cestista statunitense
- 25 giugno - Leslie Nate, calciatore salomonese
- 25 giugno - Guillaume Quellier, ex calciatore francese
- 25 giugno - Sudha Singh, siepista e maratoneta indiana
- 25 giugno - Wojciech Theiner, ex altista polacco
- 25 giugno - Seda Tokatlıoğlu, pallavolista turca
- 25 giugno - Aliannis Urgellés, calciatore cubano
- 25 giugno - Pontus Wernbloom, ex calciatore svedese
- 25 giugno - Marcel Wyss, ciclista su strada svizzero
- 25 giugno - Samuel Yeboah, ex calciatore ghanese
- 26 giugno - Rasmus Bengtsson, ex calciatore svedese
- 26 giugno - Elisa Buccianti, ex cestista italiana
- 26 giugno - Gastón Cellerino, calciatore argentino
- 26 giugno - Jurij Češev, pallanuotista russo
- 26 giugno - Josh Heytvelt, ex cestista statunitense
- 26 giugno - Francisco Jiménez Tejada, ex calciatore spagnolo
- 26 giugno - Iryna Kuleša, sollevatrice bielorussa
- 26 giugno - Cristian Llama, calciatore argentino
- 26 giugno - Grégoire Lyonnet, ballerino francese
- 26 giugno - Stefano Napoleoni, calciatore italiano
- 26 giugno - Oludamola Osayomi, velocista nigeriana
- 26 giugno - Jason Puncheon, allenatore di calcio e ex calciatore inglese
- 26 giugno - Duvier Riascos, calciatore colombiano
- 26 giugno - Gavin Smellie, velocista canadese
- 26 giugno - Manny Ubilla, cestista statunitense
- 26 giugno - Yosiris Urrutia, triplista e lunghista colombiana
- 27 giugno - Evgenija Beljakova, cestista russa
- 27 giugno - Drake Bell, attore, cantautore e musicista statunitense
- 27 giugno - Sam Claflin, attore britannico
- 27 giugno - Bryan Fletcher, ex sciatore nordico statunitense
- 27 giugno - Adil Hermach, allenatore di calcio e ex calciatore francese
- 27 giugno - Andras Horanyi, schermidore statunitense
- 27 giugno - Danijel Jumić, allenatore di calcio e ex calciatore croato
- 27 giugno - Dawda Leigh, ex calciatore e ex giocatore di calcio a 5 norvegese
- 27 giugno - LaShawn Merritt, velocista statunitense
- 27 giugno - Malte Mohr, astista tedesco
- 27 giugno - Xisco Nadal, ex calciatore spagnolo
- 27 giugno - Oleg Platonov, cosmonauta russo
- 27 giugno - Andrea Proske, canottiera canadese
- 27 giugno - Andrés Rodales, calciatore uruguaiano
- 27 giugno - Matteo Sacco, ex pallanuotista italiano
- 27 giugno - Harpa Þorsteinsdóttir, calciatrice islandese
- 27 giugno - Bradley Woods-Garness, calciatore montserratiano
- 27 giugno - Xie Limei, ex triplista cinese
- 28 giugno - Matthew Abood, ex nuotatore australiano
- 28 giugno - Mathias Beche, pilota automobilistica svizzero
- 28 giugno - Diane Copenhagen, pallavolista statunitense
- 28 giugno - Andres Diamond, wrestler italiano
- 28 giugno - Blank Banshee, musicista canadese
- 28 giugno - Ryan Harnden, giocatore di curling canadese
- 28 giugno - Anthony Hilliard, cestista statunitense
- 28 giugno - Marina Nichișenco, martellista moldava
- 28 giugno - Suzuko Mimori, doppiatrice giapponese
- 28 giugno - Giorgi Navalovski, ex calciatore georgiano
- 28 giugno - Kellie Pickler, cantante e personaggio televisivo statunitense
- 28 giugno - Shadia Simmons, attrice canadese
- 28 giugno - Vitālijs Smirnovs, calciatore lettone
- 28 giugno - Maya Stojan, attrice svizzera
- 28 giugno - Dag Ole Thomassen, ex calciatore norvegese
- 28 giugno - Danilson da Cruz, ex calciatore francese
- 29 giugno - Søren Christensen, ex calciatore danese
- 29 giugno - Serena Deeb, wrestler statunitense
- 29 giugno - Aníbal Hernández, calciatore uruguaiano
- 29 giugno - José Manuel Jurado, ex calciatore spagnolo
- 29 giugno - Magdalena Leciejewska, ex cestista polacca
- 29 giugno - Edward Maya, musicista, disc jockey e produttore discografico rumeno
- 29 giugno - Guillaume Raineau, canottiere francese
- 29 giugno - Devin Toner, rugbista a 15 irlandese
- 29 giugno - Valerio Virga, ex calciatore italiano
- 29 giugno - Disasterpeace, musicista e compositore statunitense
- 29 giugno - Stephen Williams, giocatore di football americano statunitense
- 30 giugno - Kristaps Blanks, ex calciatore e allenatore di calcio lettone
- 30 giugno - Stefan Büchel, ex calciatore liechtensteinese
- 30 giugno - Mike Carp, ex giocatore di baseball statunitense
- 30 giugno - Jayson Castro, cestista filippino
- 30 giugno - Alicia Fox, wrestler e modella statunitense
- 30 giugno - Denzil Franco, ex calciatore indiano
- 30 giugno - Emanuele Gaudiano, cavaliere italiano
- 30 giugno - Sara Giorgi, ex cestista italiana
- 30 giugno - Fredy Guarín, ex calciatore colombiano
- 30 giugno - Kelly Haimona, rugbista a 15 neozelandese
- 30 giugno - Yvonne Hak, mezzofondista olandese
- 30 giugno - Hong Soo-ah, attrice sudcoreana
- 30 giugno - Micah Kogo, mezzofondista keniota
- 30 giugno - Nicola Pozzi, allenatore di calcio e ex calciatore italiano
- 30 giugno - Piero Romitelli, cantautore, compositore e paroliere italiano
- 30 giugno - Nicole Sifuentes, mezzofondista canadese
- 30 giugno - Allegra Versace, imprenditrice italiana
- 30 giugno - Maya Zankoul, scrittrice, artista e blogger libanese